# Brosjön (Tidersrums socken, Östergötland)
Brosjön är en sjö i Kinda kommun i Östergötland och ingår i Motala ströms huvudavrinningsområde. Sjön har en area på 0,272 kvadratkilometer och ligger 151,2 meter över havet. Vid sjöns södra spets ligger byn Ydrefors samt avvattningen genom Stångån.

## Delavrinningsområde
Brosjön ingår i det delavrinningsområde (640817-148400) som SMHI kallar för Utloppet av Brosjön. Medelhöjden är 183 meter över havet och ytan är 4,87 kvadratkilometer. Räknas de 7 avrinningsområdena uppströms in blir den ackumulerade arean 138,88 kvadratkilometer. Stångån som avvattnar avrinningsområdet har biflödesordning 2, vilket innebär att vattnet flödar genom totalt 2 vattendrag innan det når havet efter 249 kilometer. Avrinningsområdet består mestadels av skog (87 procent). Avrinningsområdet har 0,34 kvadratkilometer vattenytor vilket ger det en sjöprocent på 7 procent.